# 慈雲山中心

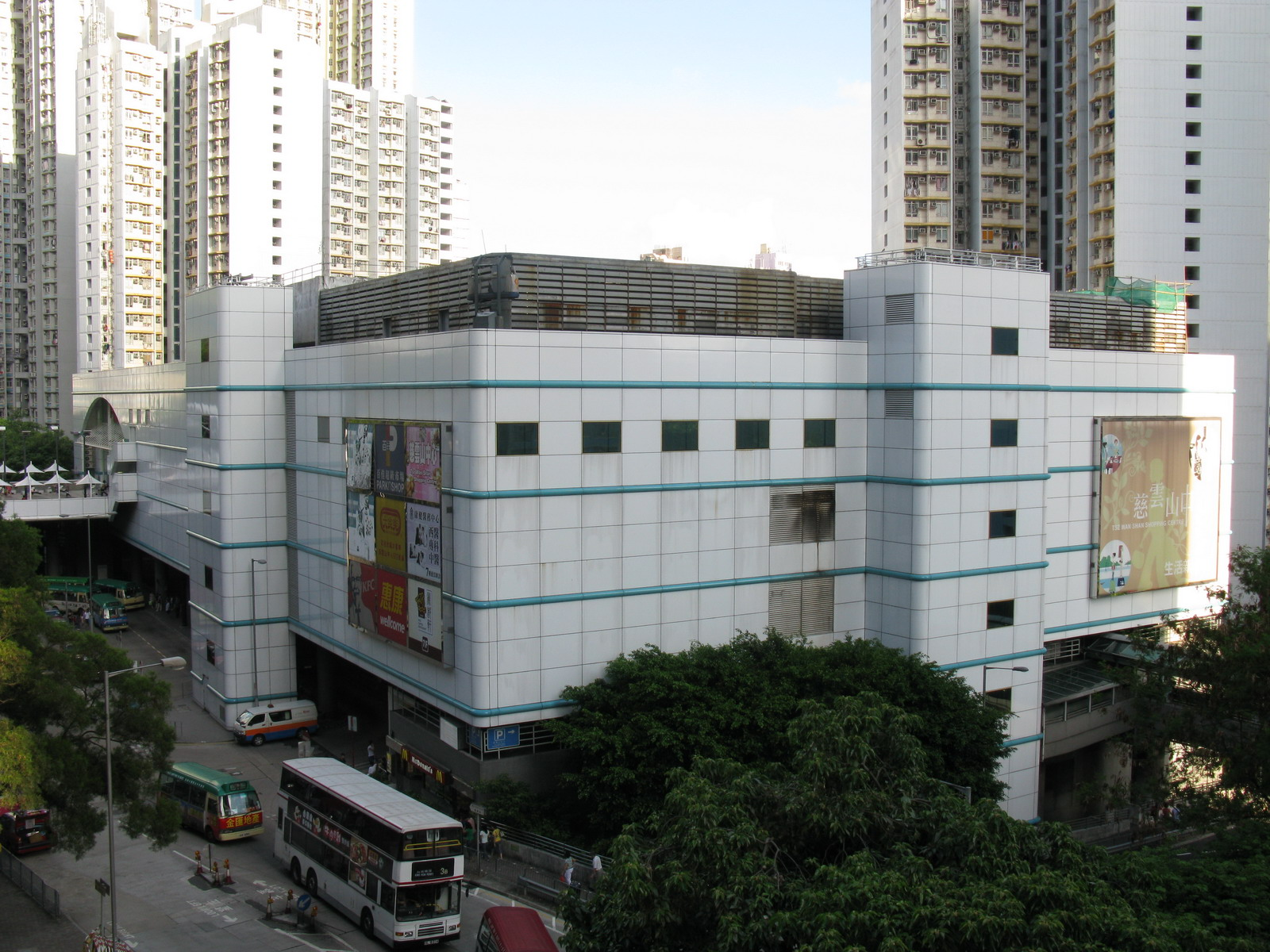
慈雲山中心外觀

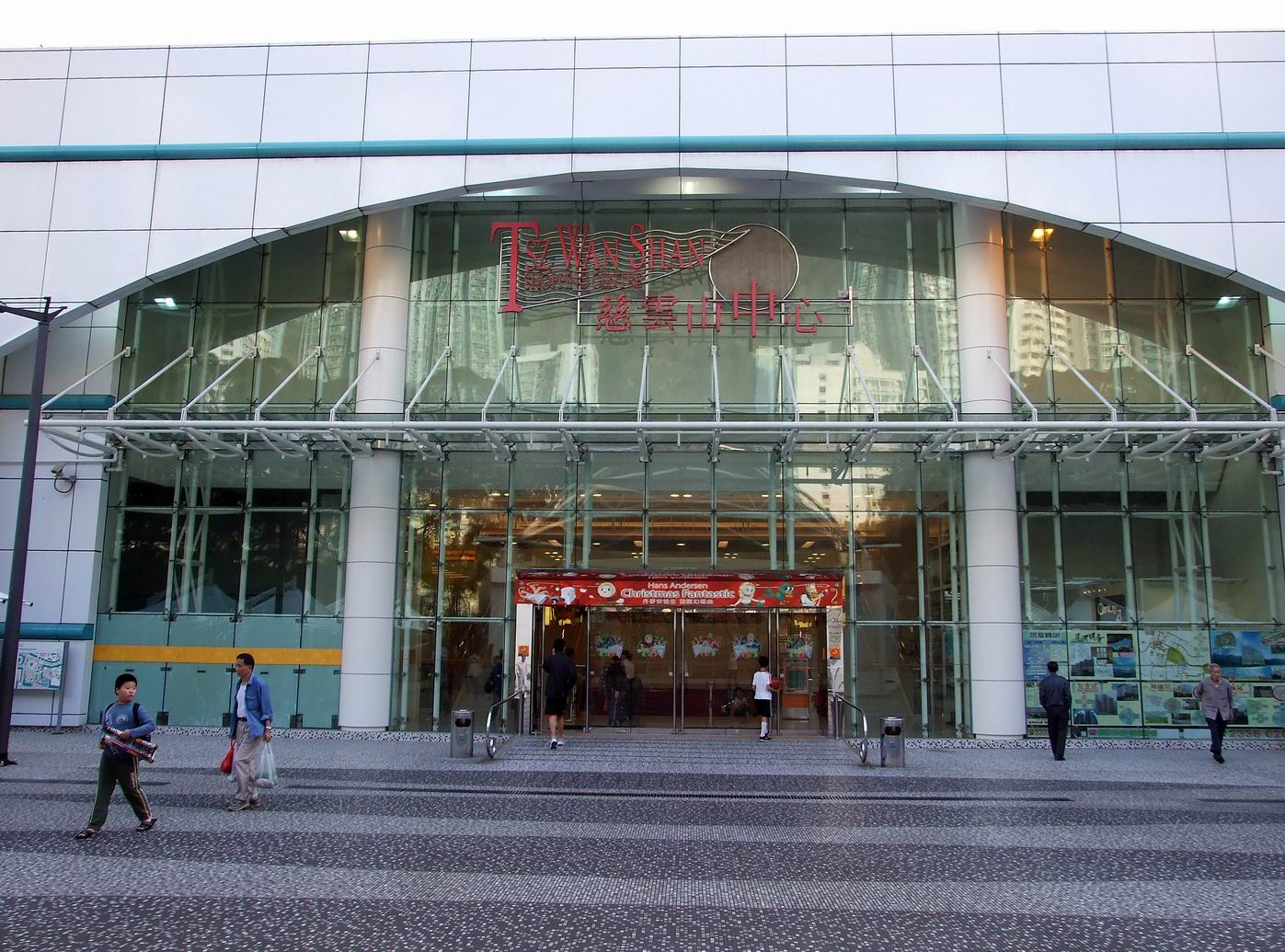
慈雲山中心北面球場入口

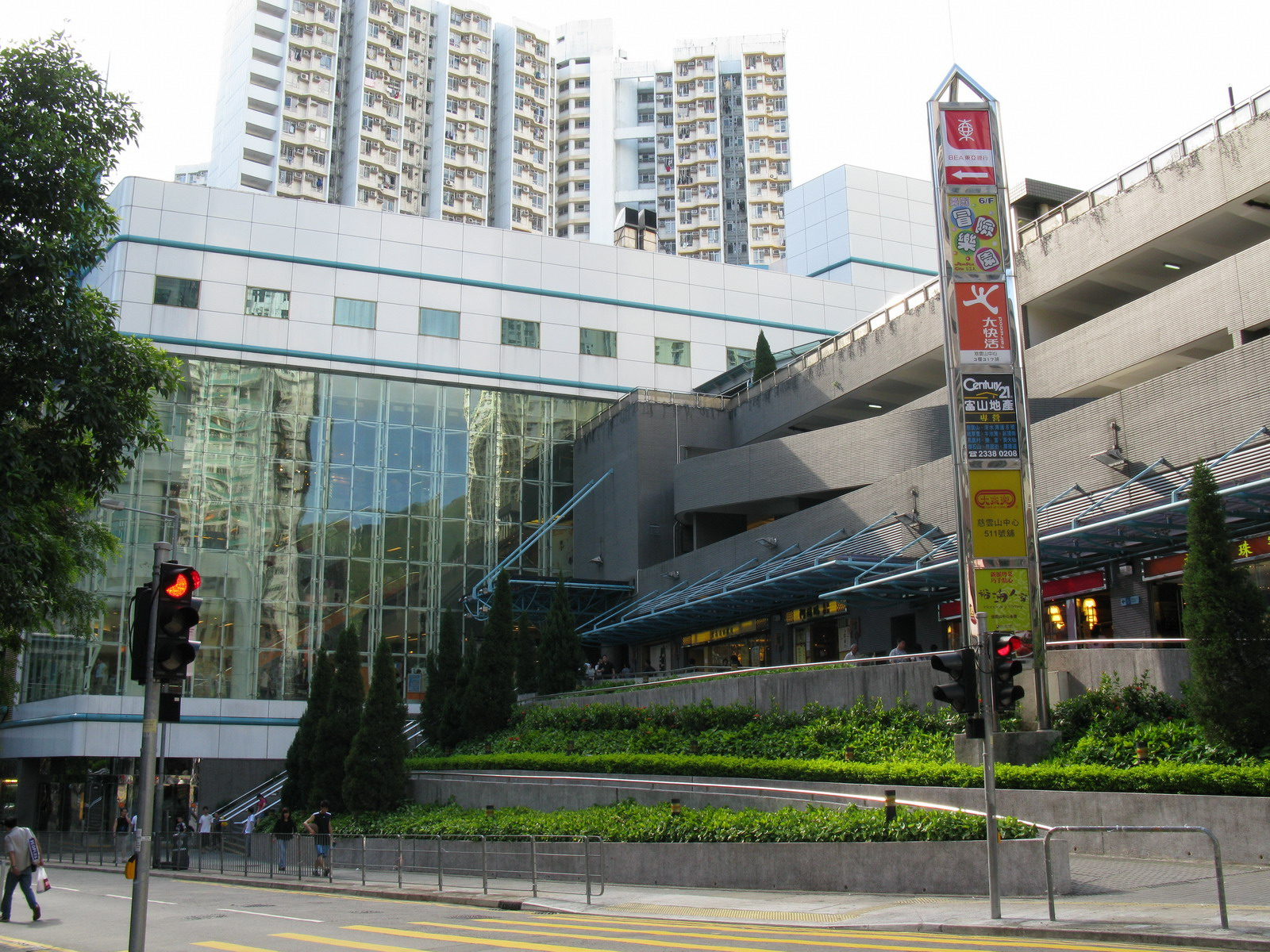
慈雲山中心南面毓華街入口（2008年，翻新前）

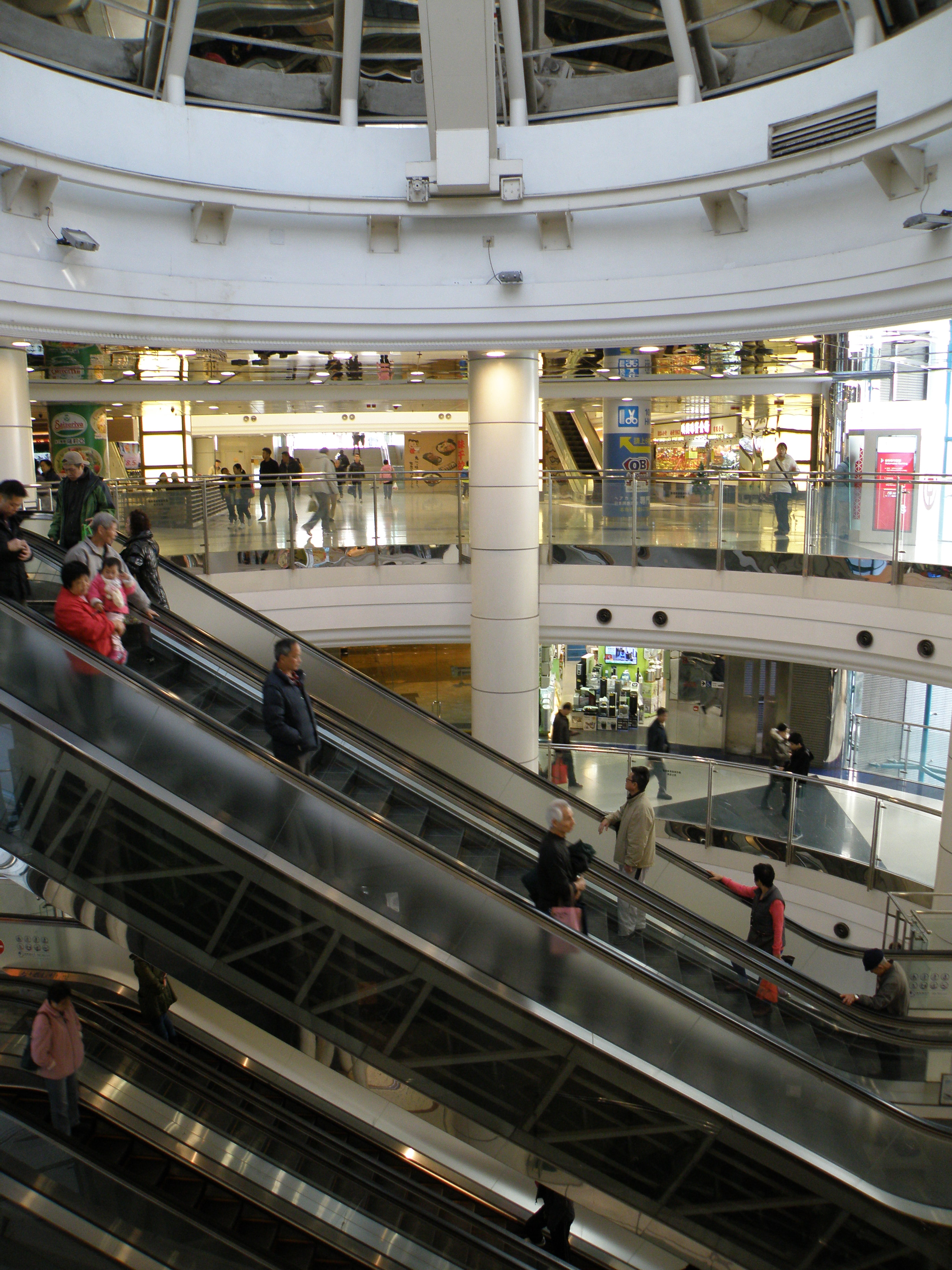
慈雲山中心中央中庭

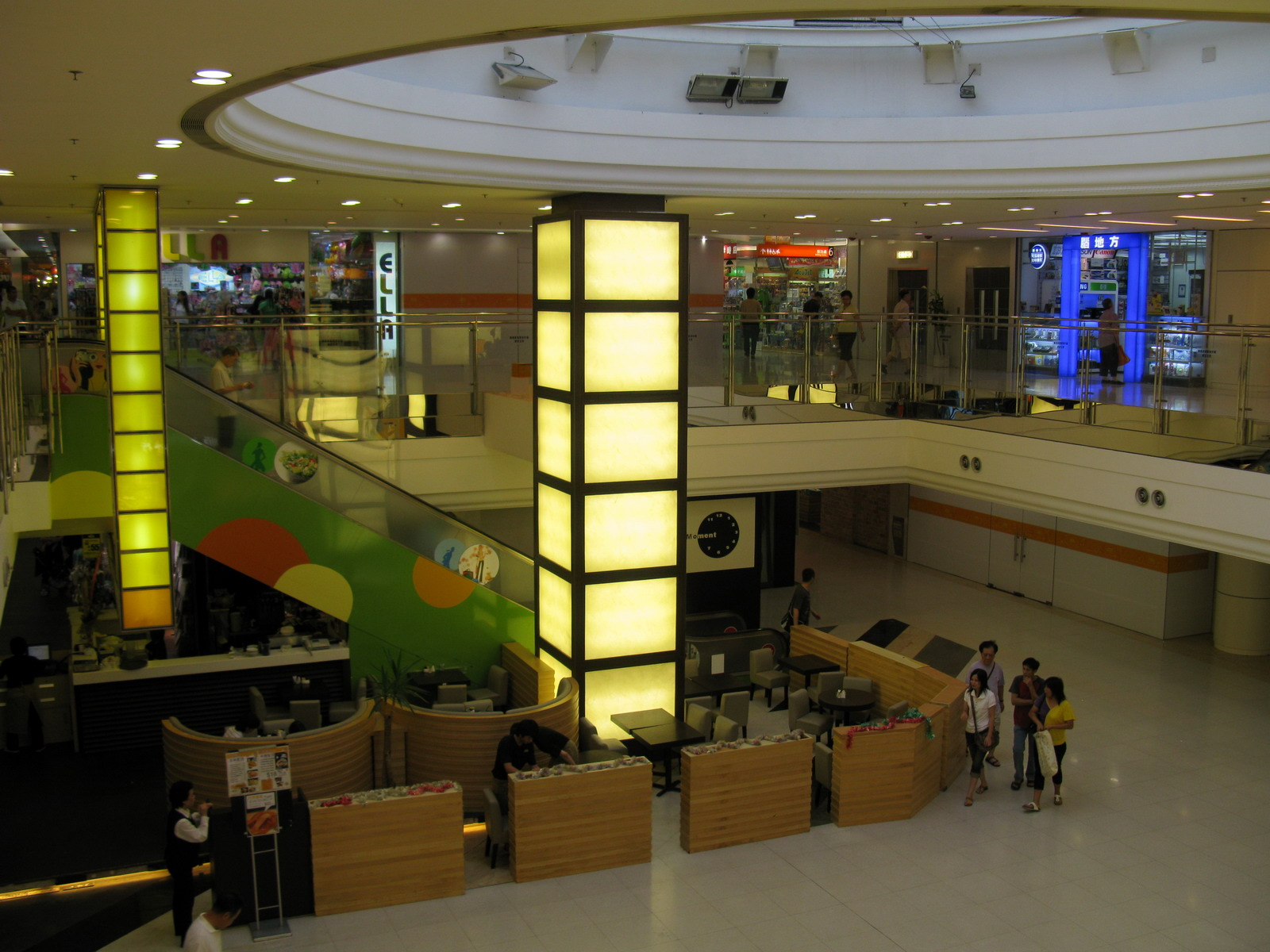
慈雲山中心北中庭

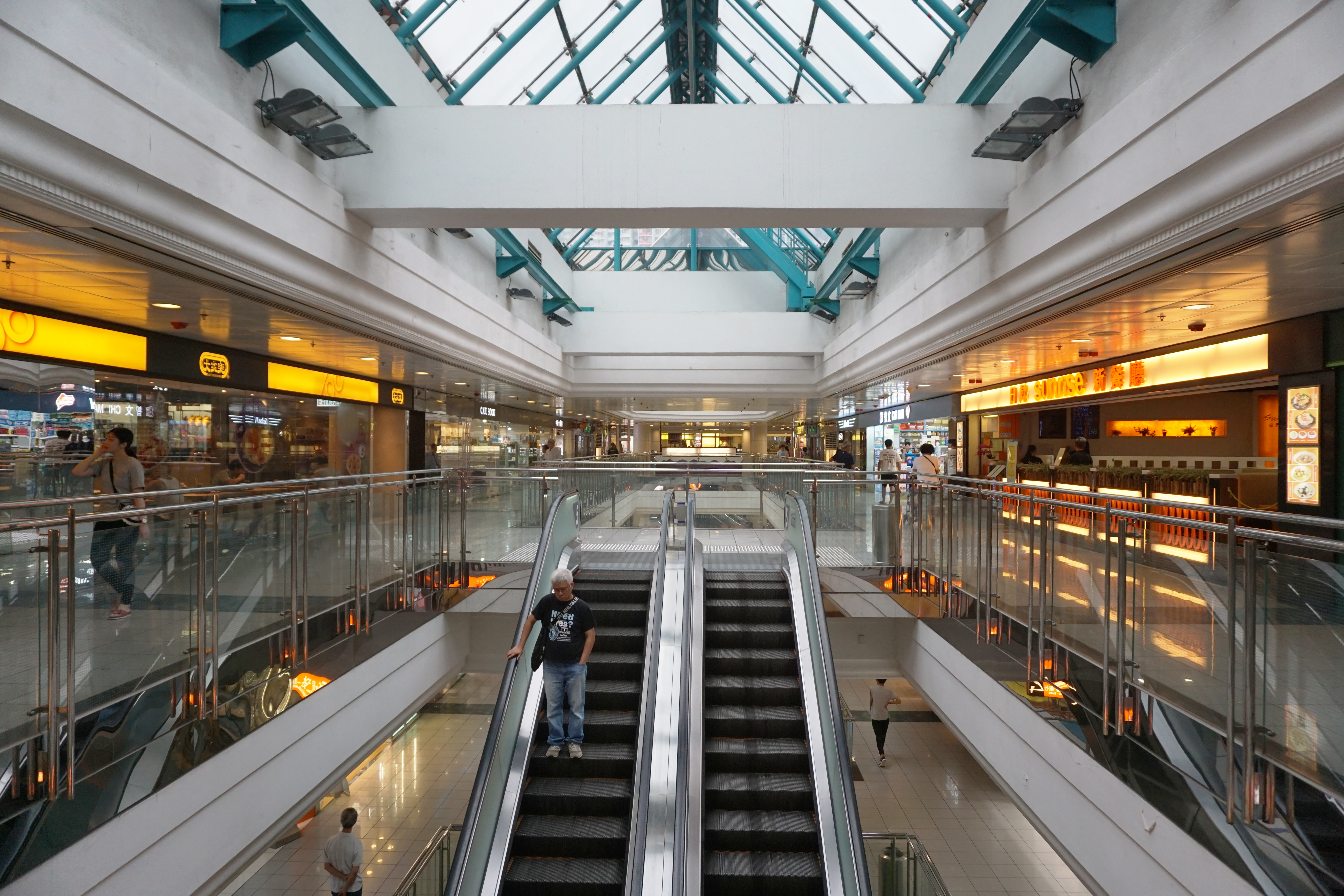
慈雲山中心5樓（2015年）

慈雲山中心（英語：Tsz Wan Shan Shopping Centre）是香港一個位於九龍黃大仙慈雲山毓華街23號的大型商場，亦是慈雲山最大型的購物中心，於1997年8月落成，1997年11月9日正式對外開放。由房屋署總建築師（4）設計，現為領展旗下。

## 概要
慈雲山中心樓高7層，建築樓面面積約40萬呎，商用面積約為20萬呎。慈雲山中心位於慈雲山區中央地段，是區內居民的生活匯聚點，區內屋苑林立，除了服務區內居民，慈雲山中心亦為黃大仙、鑽石山等附近一帶逾十萬居民提供購物消閒設施。
慈雲山中心有兩個分別位於毓華街及惠華街的主要出入口，位於惠華街的出入口連接有蓋巴士總站、小巴站、的士站，於毓華街方向設有兩層停車場。慈雲山中心設計橫跨多個不同高度的平台，居民可利用貫通慈雲山各屋邨和屋苑的有蓋行人通道及天橋網絡到慈雲山中心及作上下山之用。

## 歷史

### 商場前身
慈雲山中心前身是慈安邨第57座（安欣樓）、第58座（安基樓）、第59座（安宜樓）及第60座（安家樓）原址，在「整體重建計劃」中，該邨的舊型徙廈在1992年清拆重建，1997年重建成慈雲山中心。

### 房委會時期、以及領展（前稱領匯）接手後情形
慈雲山中心更曾為房委會旗下表現好的商場之一。房委會出售資產後，是領展（前稱領匯）其中一個重點發展商場。領展（前稱領匯）接手後進行改革，以引入大型連鎖店來提升競爭力，增加租金收益，據統計連鎖店比例就高達74%。2007年中，慈雲山中心的鳳德樓海鮮酒家不獲續租而結業，引起領展與商戶的糾紛。民間組織領匯監察就批評領展藉詞重新發展、改善商場，企圖令小商戶被迫搬遷或結束營業，例子見領展拒絕承諾目前的商舖可在商場翻新工程後繼續經營。惟由於鳳德樓主要股東同時收購慈雲山中心七樓的酒樓，在壟斷下令食物質素越來越差，因此當區居民普遍歡迎領展不與該酒樓續約。

### 商場改善工程
商場改善工程於2005年起展開，提升工程把2004年吉之島百貨遷出後空置的五樓及六樓的樓面轉變為「購物街」購物環境，為顧客帶來更多購物選擇。自從領展接管商場後，引入更多的新商戶，包括著名的書店及多間特色食肆，以及將七樓的商場管理處及慈民邨管理處遷出後騰空的面積改建成的商舖及匯診中心，預料能進一步提升商場較高樓層的顧客流量。這些工程也有助帶動其他現有租戶改善舖面設計、服務質素與產品種類。
另外，往日顧客要在巴士總站前去慈雲山中心較高樓層，只可從惠華街商場三、四樓入口進入，再在商場內接駁電梯。現時新建的電梯由慈雲山（中）巴士總站直達商場五樓，有如「飲管」，把顧客「引進」商場，電梯每日的使用量高達過萬人次，有效增加人流。
2017年，商場五樓惠康超級市場結業，一樓百佳超級市場搬到五樓惠康超市原址，而四樓裕滿人家及鄰近的店舖結業。一樓和四樓兩間大舖被拆成數間面積較小的店舖，並於2018年1月起陸續開業，其中四樓包括曾在鄰近位置開業的肯德基，一樓亦包括曾在商場外非空調範圍（但屬商場範圍）開業的7-Eleven便利店。
2019年，商場以地區名稱「慈雲山」創作三個卡通人物Dreamy Friends 阿慈、阿雲及阿山，並在商場各處擺放，同年聖誕，商場亦以Dreamy Friends作聖誕裝飾主題。
2019年，商場五樓平台花園進行翻新，改建為慈雲山歷奇樂園，並於2020年7月2日免費開放，並在樓梯底提供儲物櫃供顧客使用。惟因為區內爆發疫情，歷奇樂園已於7月中封閉。

## 商戶
慈雲山中心設有大大少少不同的店鋪以滿足居民日常生活，主要較著名的商店包括：
| 食肆             | 百匯軒、翠河餐廳、薩莉亞、薀莎餐廳、大家樂、肯德基、大快活、吉野家、太興燒味、麥當勞、爭鮮外帶壽司、PHD（薄餅博士）、聖安娜餅屋、元氣壽司、譚仔三哥雲南米線、美心西餅、東京麵包餅食、八方雲集、桃園制作粥麵餐廳等... |
| 超級市場及便利店 | 百佳超級市場、優品360、7-11便利店、759阿信屋、零食皇、本灣水產超市 |
| 電器產品         | 豐澤電器、樂聲電器 |
| 生活產品         | 屈臣氏、萬寧、位元堂、華潤堂、日本城 |
| 服裝             | Baleno、M3 SPORTS、GITTI |
| 消閒娛樂         | 美國冒險樂園 |
| 公共設施         | 慈雲山郵政局、慈雲山公共圖書館、慈雲山（中）巴士總站站長室 |

## 商場相片集

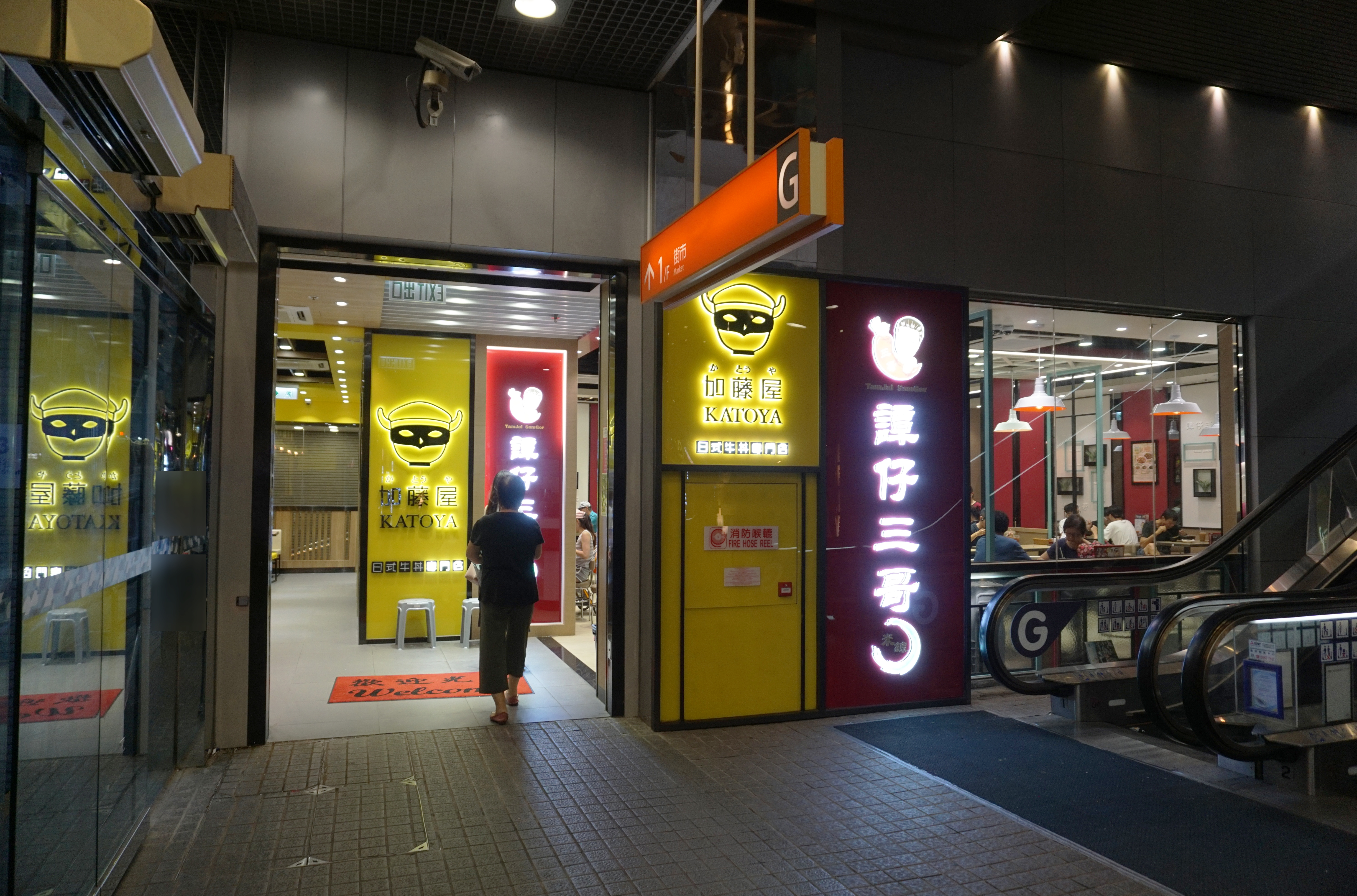
地下
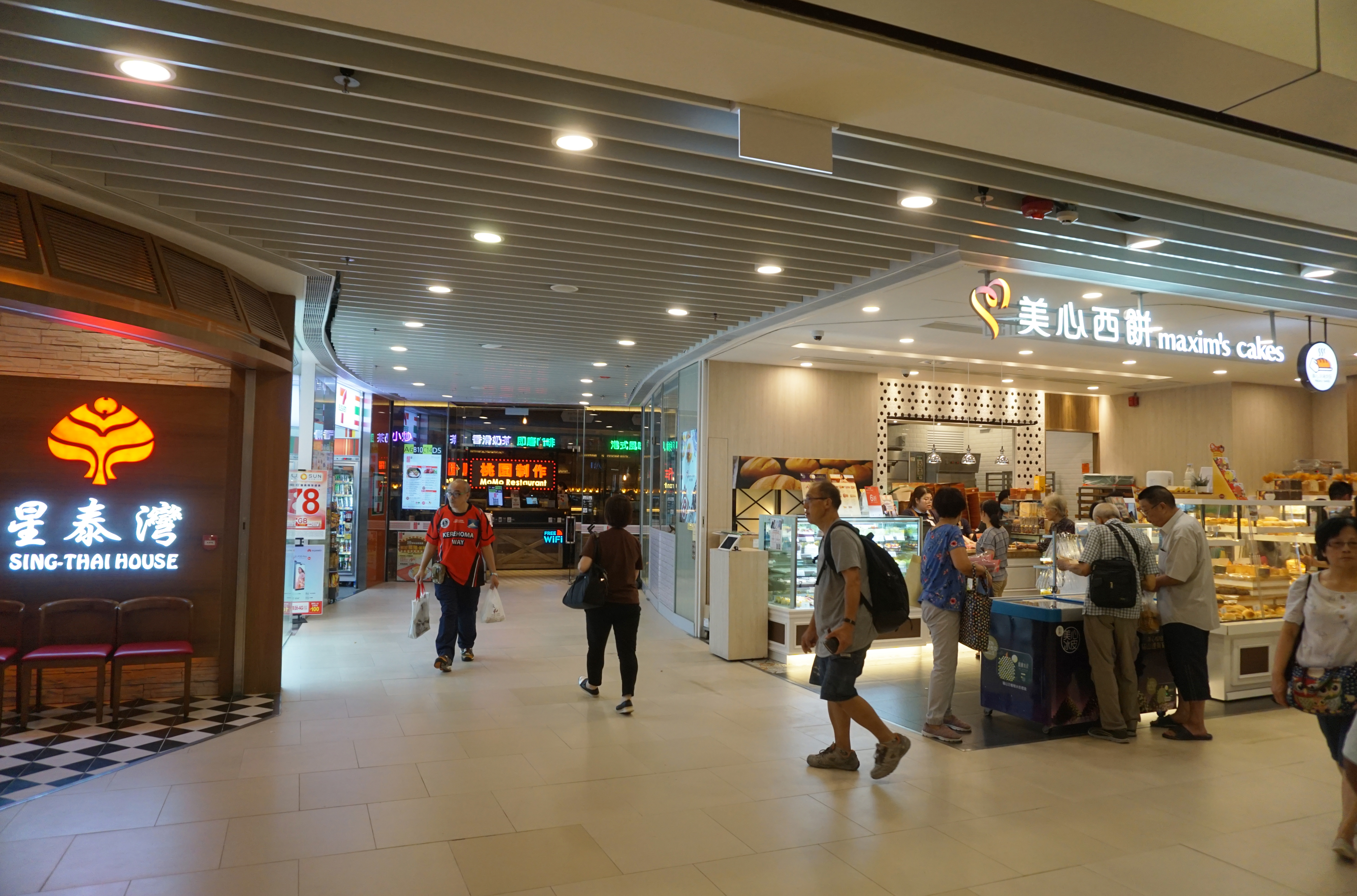
1樓
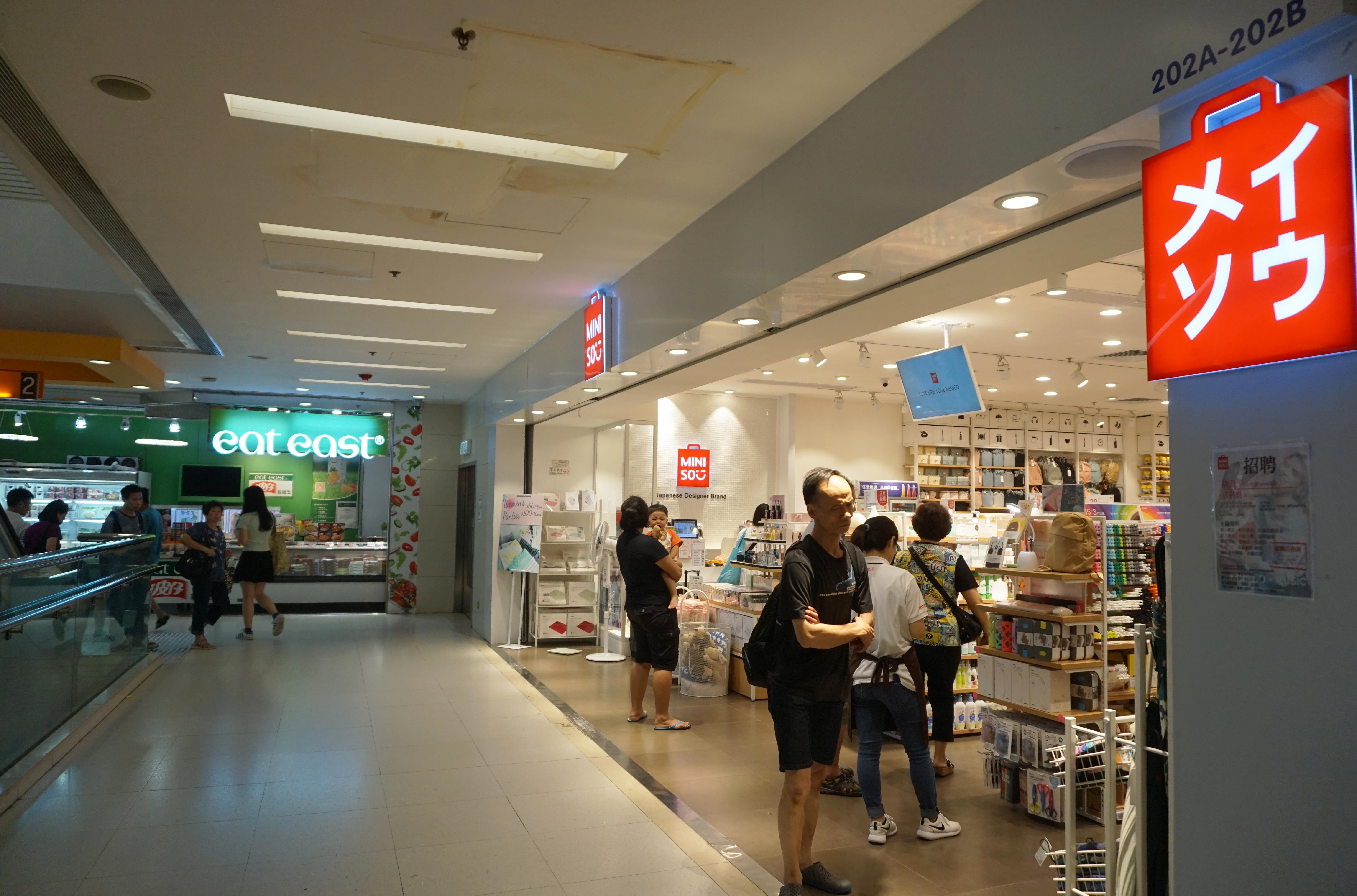
2樓
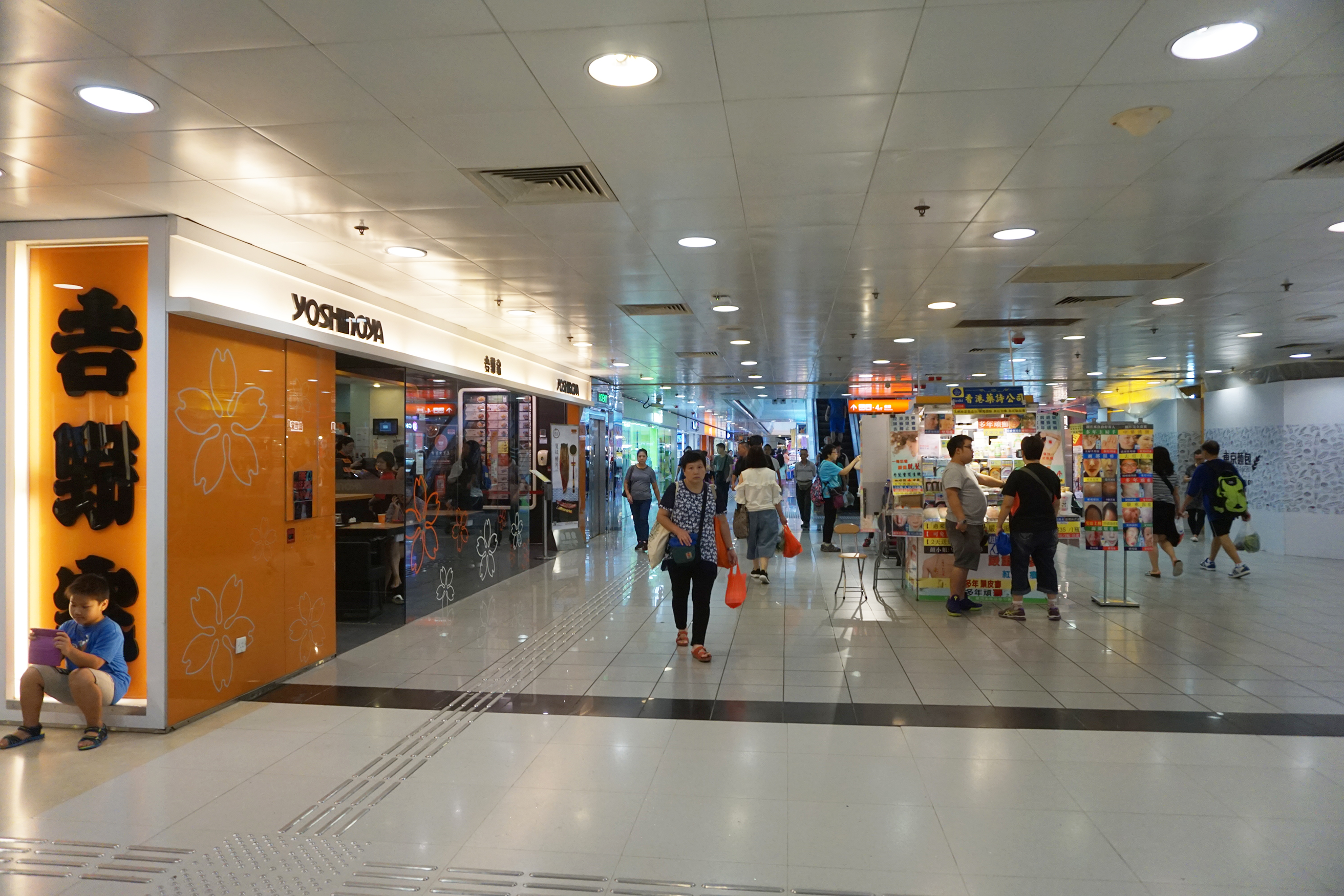
3樓
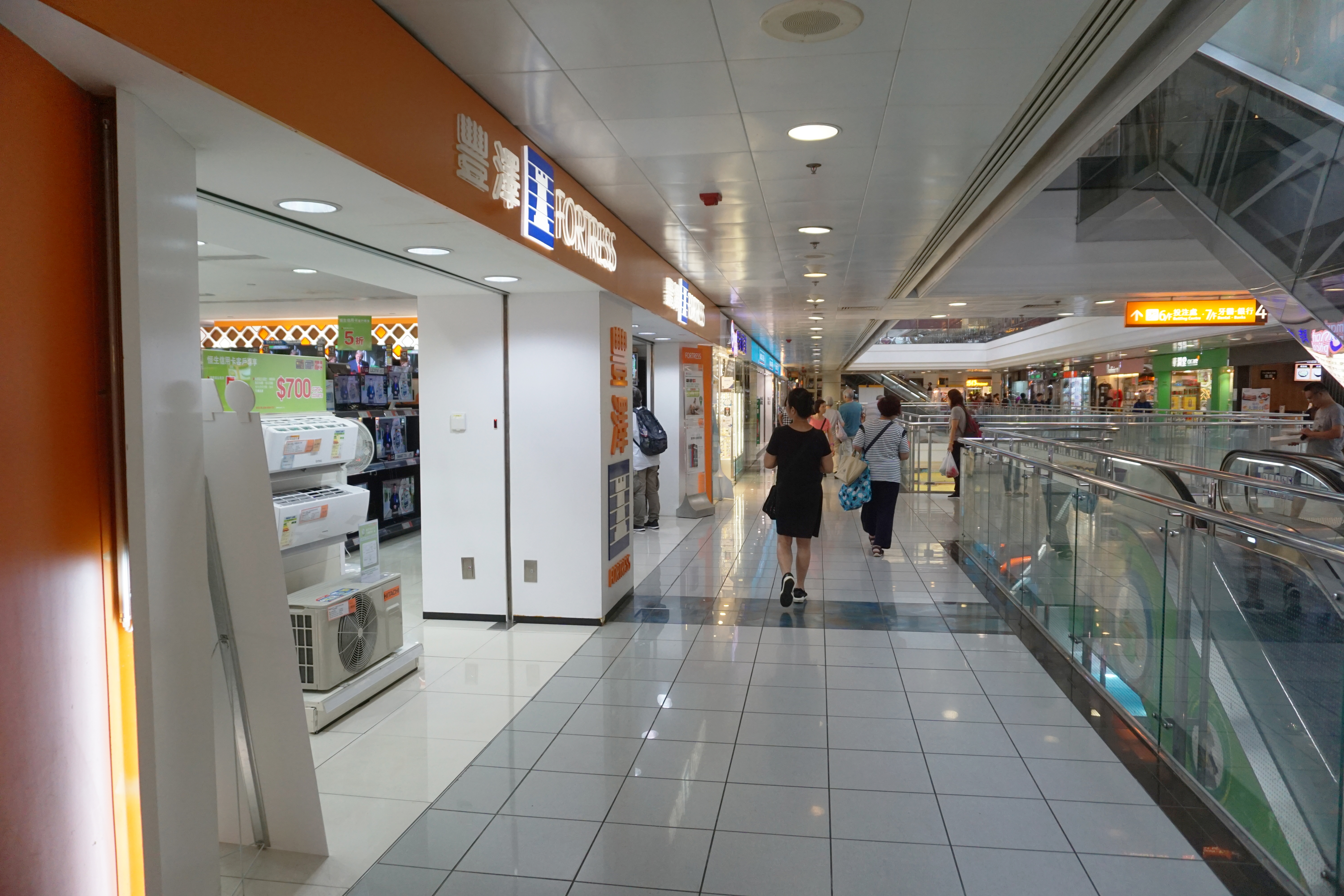
4樓
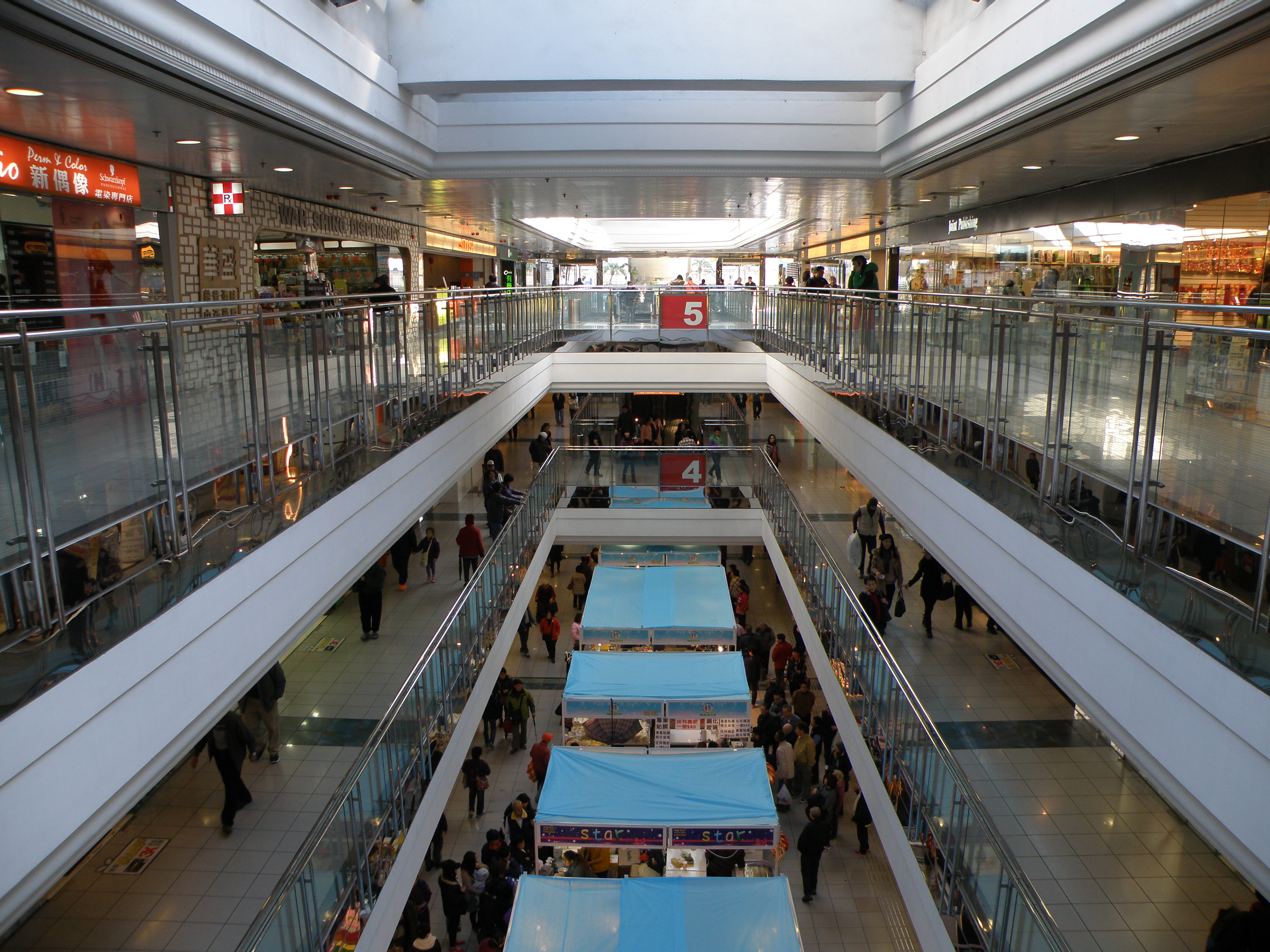
5樓
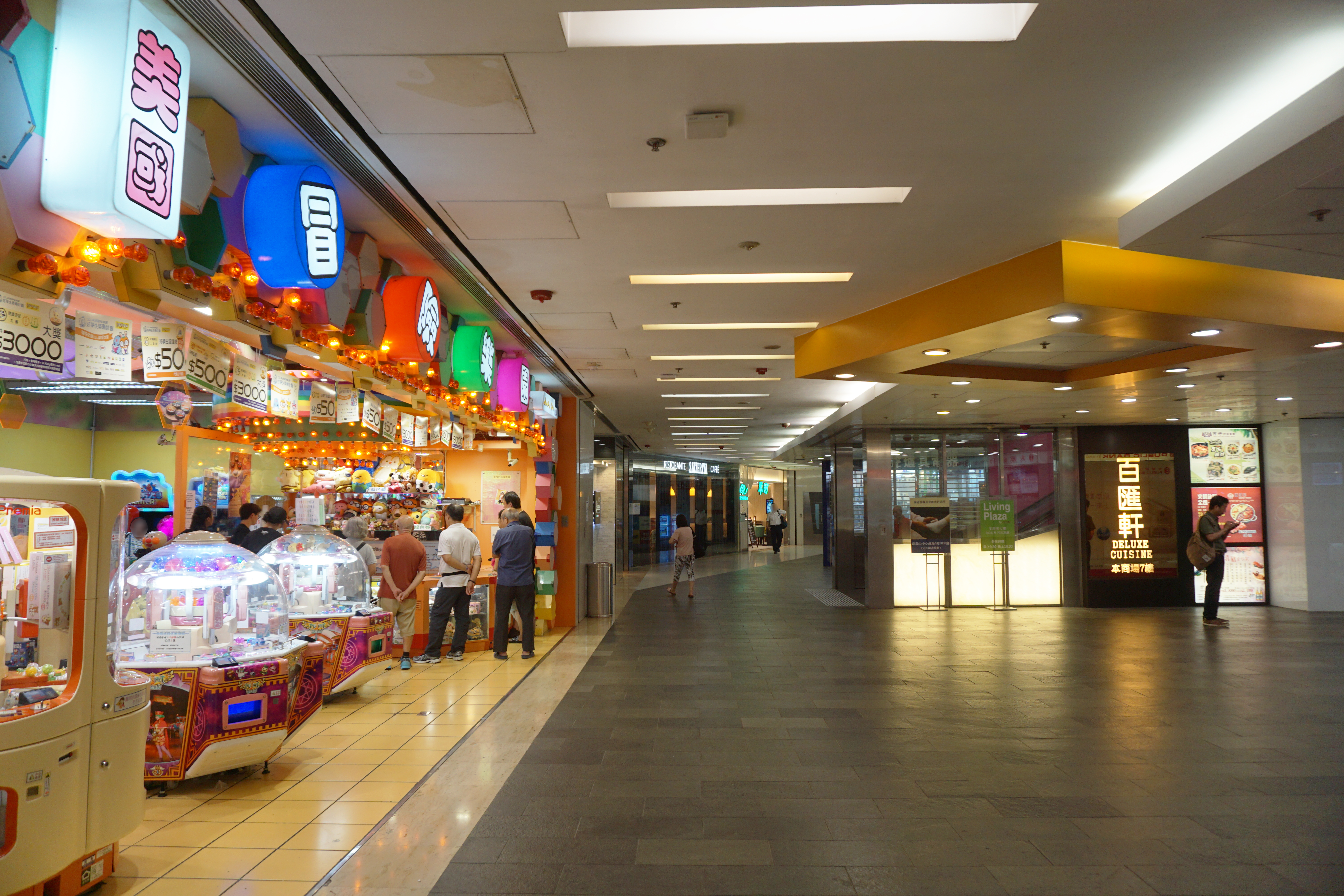
6樓
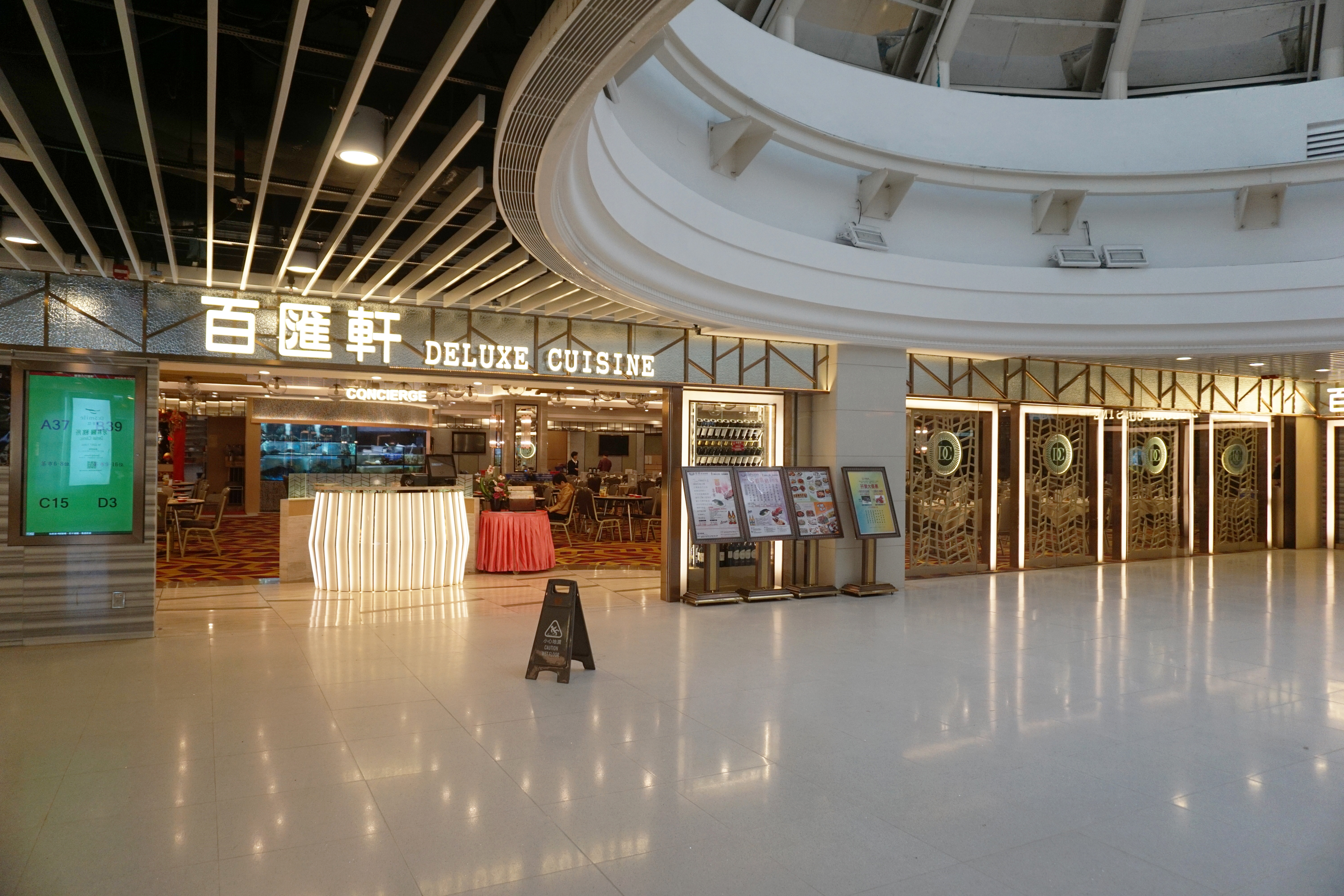
7樓

## 顧客服務
- 免費上網（Wi-Fi）服務
- 失物認領
- 簡單救傷設施
- 小型公具借用
- 影印服務
- 地圖借用
- 雨傘借用
- 簡便縫補針線借用
- 手提電話電池充電服務
- 汽車充電線借用
- 本地傳真服務

## 街市

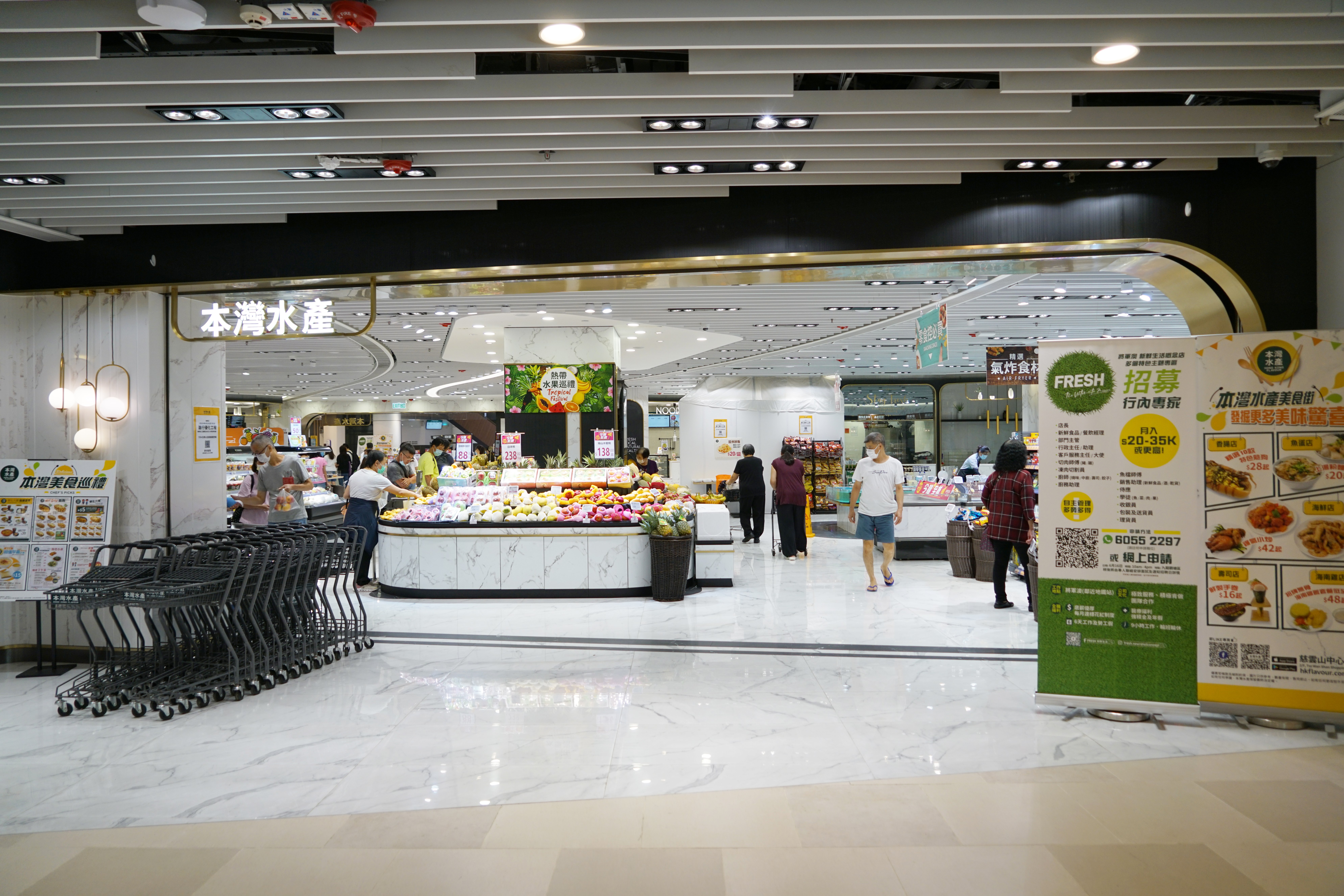
本灣水產·慈雲山中心
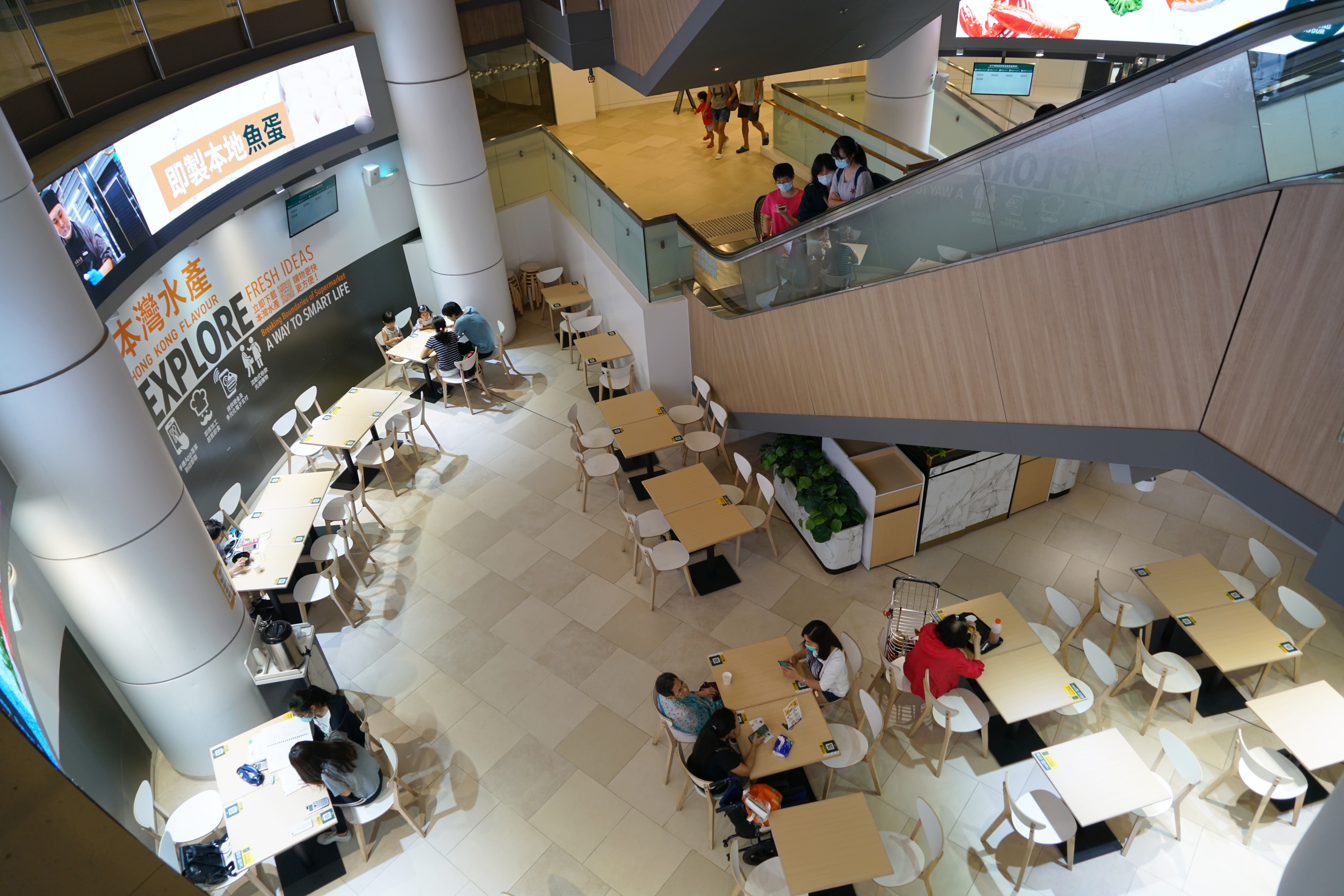
美食街

慈雲山中心原設有兩個街市，分別位於商場二樓，及一樓停車場下方，其中一樓街市早於開場開業時已外判予好眼光，開設好運街市，而二樓街市則為業主自營，並租予檔戶經營。2018年4月1日，領展將慈雲山中心一樓街市（好運街市）由好眼光轉予建華（街市）管理有限公司後而進行翻新，令居民相當不便外，也擔心物價會壟斷。居民和地區人士收集超過3000個居民的簽名和投票，要求政府在該區多建一個公營街市。惟政府及相關部門未有回應。
翻新後街市於6月23日重開，改名為「慈雲山市場FRESHIN」，大部分為建華的新商舖，只有少量舊商舖。而二樓街市在8月31日清場，改建商舖，其中近巴士總站一邊為全港首創純電子支付的超市與美食街「本灣水產」（Hong Kong Flavour），於2019年10月中開幕，顧客可即叫即煮海鮮。地區組織慈雲山街市居民關注組、監察公營街市發展聯盟、慈雲山建設力量、黃大仙區區議員黃逸旭及民主黨發起為街市舉辦悼念活動，為其劃上完滿句號。

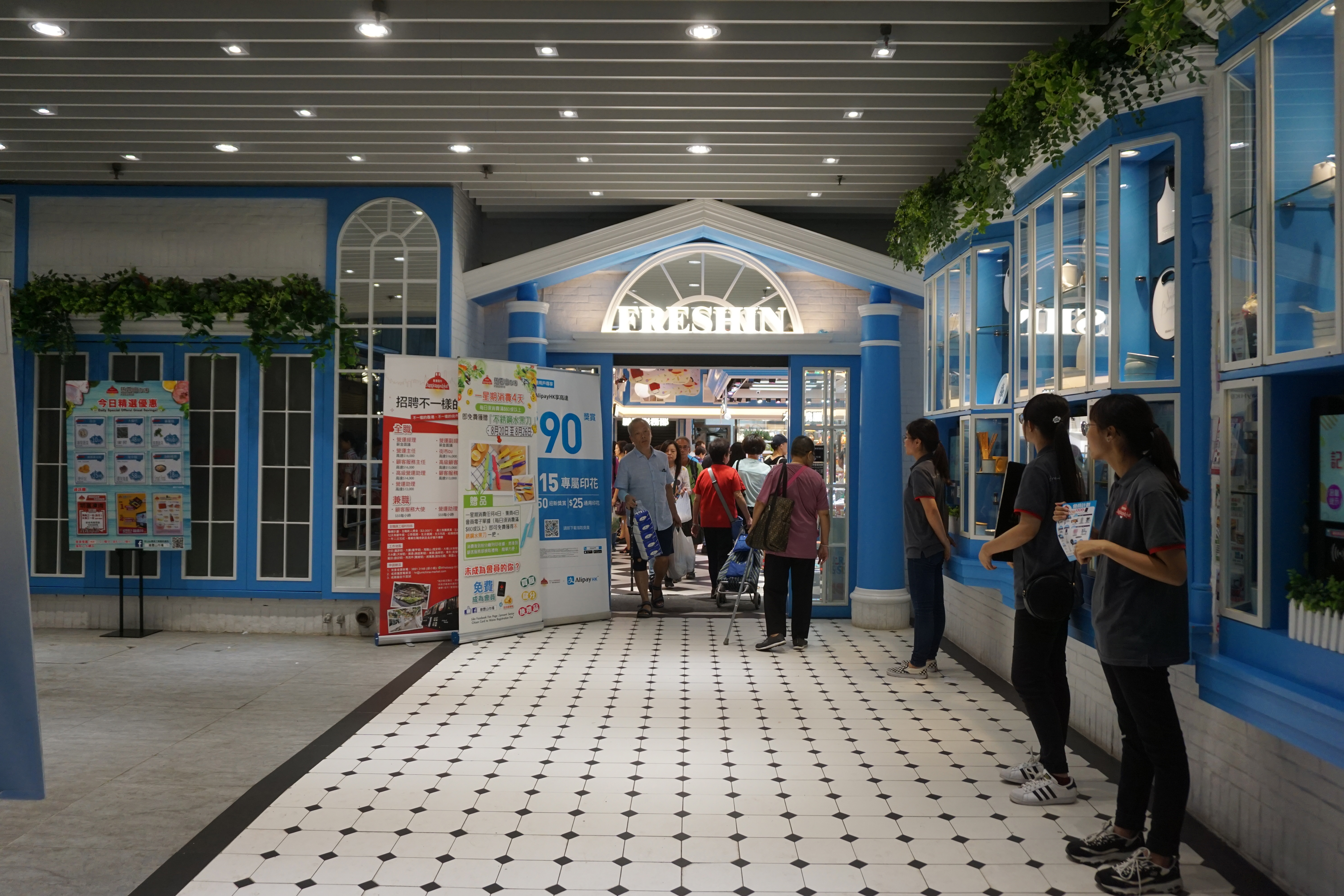
街市入口
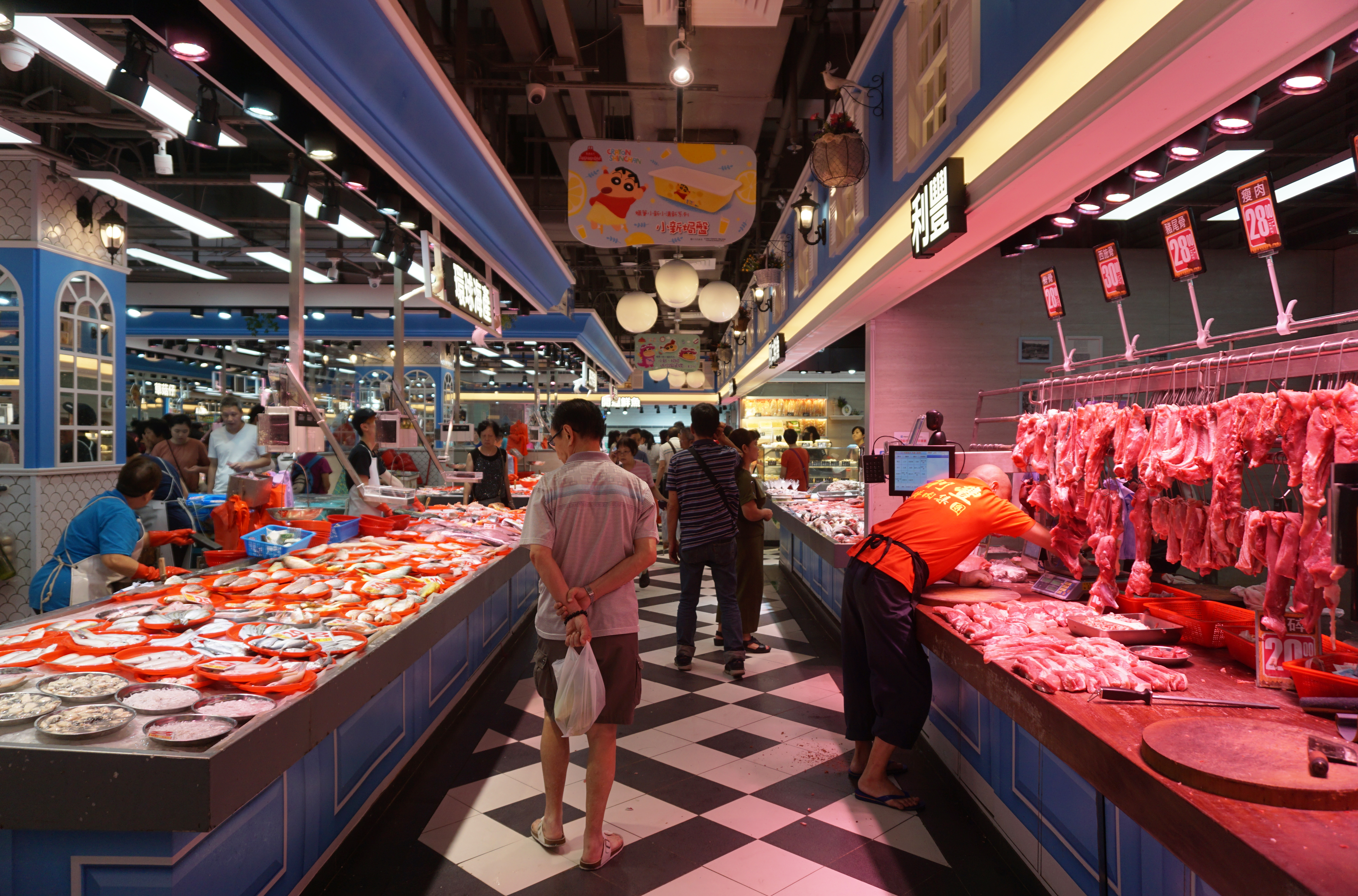
魚及豬肉檔
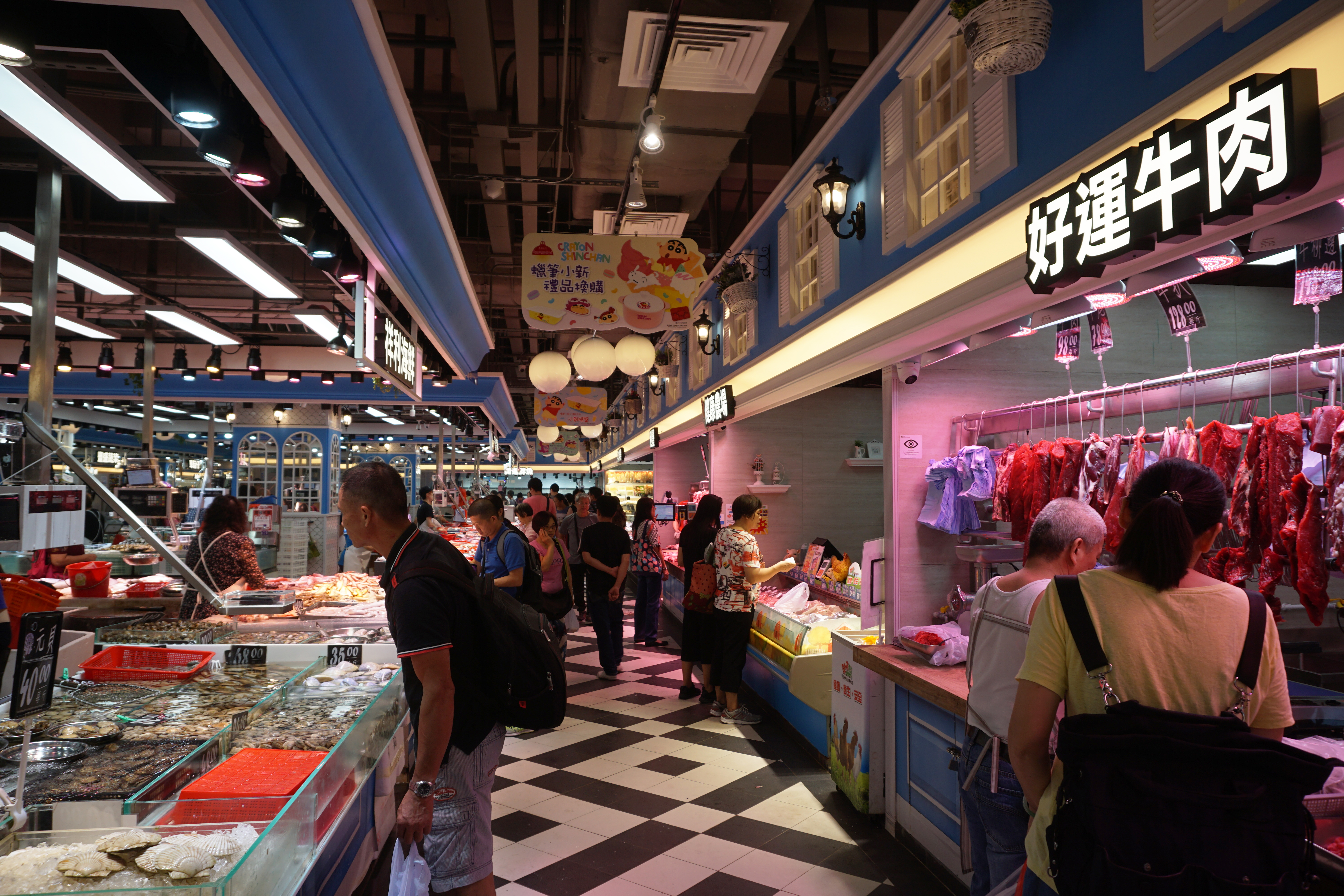
海產、冰鮮雞及牛肉檔
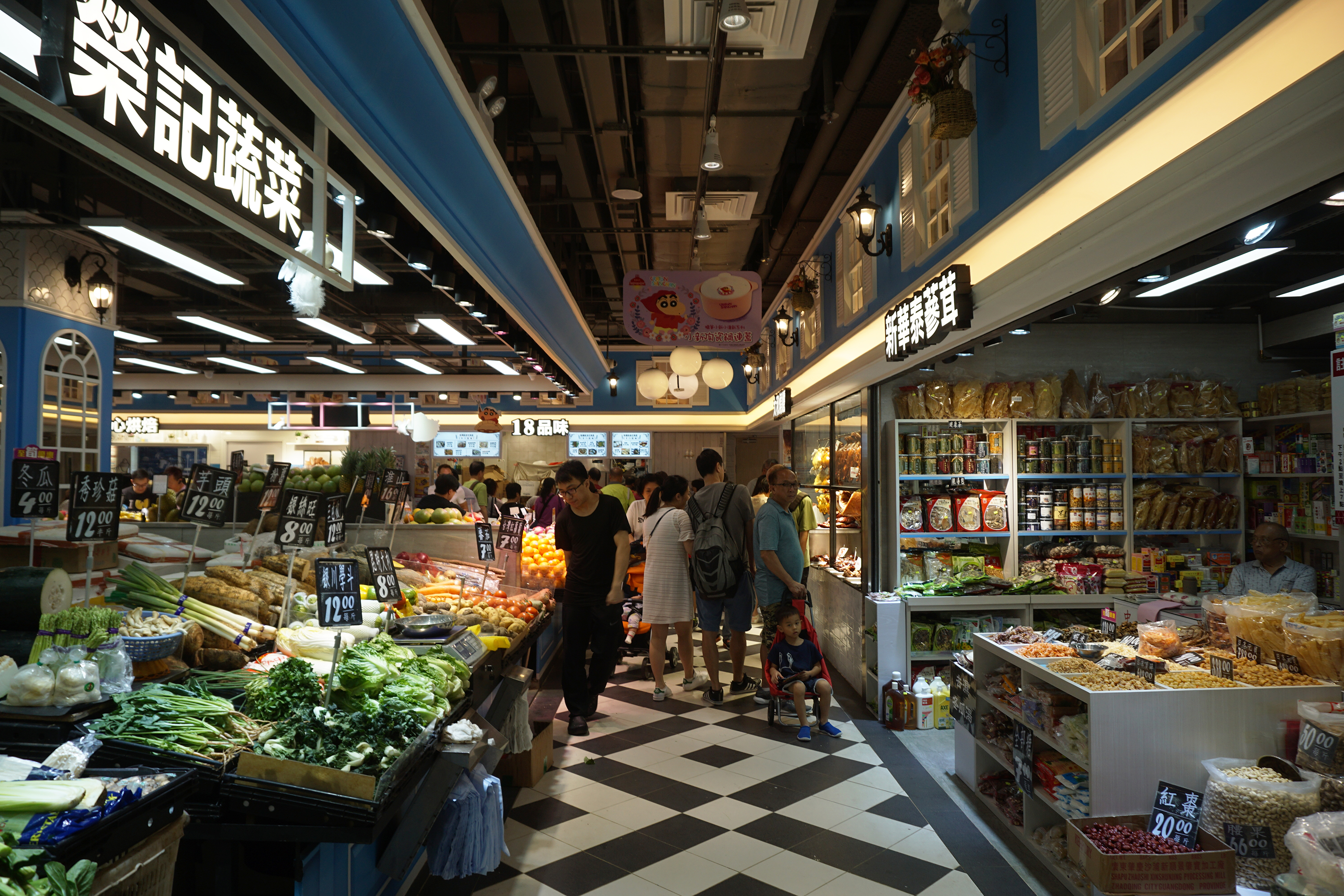
菜及燒味檔、蔘茸海味店
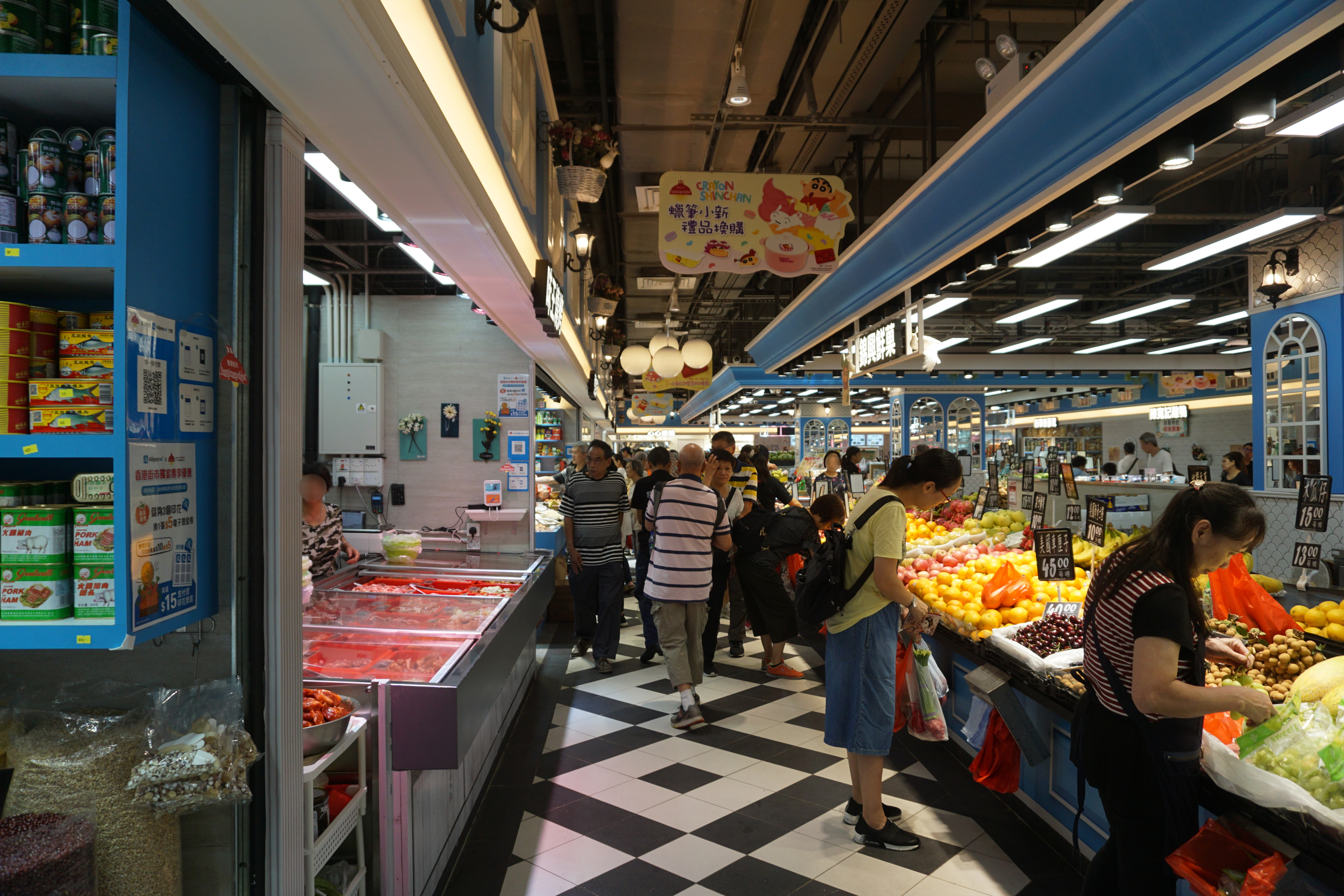
燒烤配料及水果檔

- 本灣水產·慈雲山中心
- 美食街

| 改裝商舖前的慈雲山街市                                                                               |
| --- |
| - 水果、香燭祭品及菜檔 - 豆腐芽菜檔 - 魚及蛋檔 - 藥房及活雞檔 - 燒味及凍肉檔 - 飾物及鮮肉檔 - 服裝店 |

## 事件
2020年5月，2019冠狀病毒病香港疫情稍為緩和，政府的限聚令放寬至8人。2020年5月12日晚上有網民發起於慈雲山中心進行「和你唱」活動，發起人提醒參與人士之間保持1.5米距離。晚上8時，有數十名人士於中庭聚集高叫口號，隨即有近百名防暴警察持槍進入商場，要求聚集人士離開。立法會議員胡志偉亦到場，防暴警員於商場5樓巡邏，有餐廳仍營業中，部分餐廳見狀關門。最後一批防暴警察在晚上約10時半登上警車離開。胡志偉表示認為這晚體現了「Be water」的精神，市民既能表達意見，亦沒有人被捕或票控。
2020年7月中，香港出現新型冠狀病毒第三波疫情，陸續有慈雲山居民確診新冠肺炎，而部分人在中心內的不同餐廳工作或用餐時受感染。區議員多番要求下，領展每日關閉商場後均進行消毒，並在7月17日至18日關閉全日作徹底消毒。